# Eryops

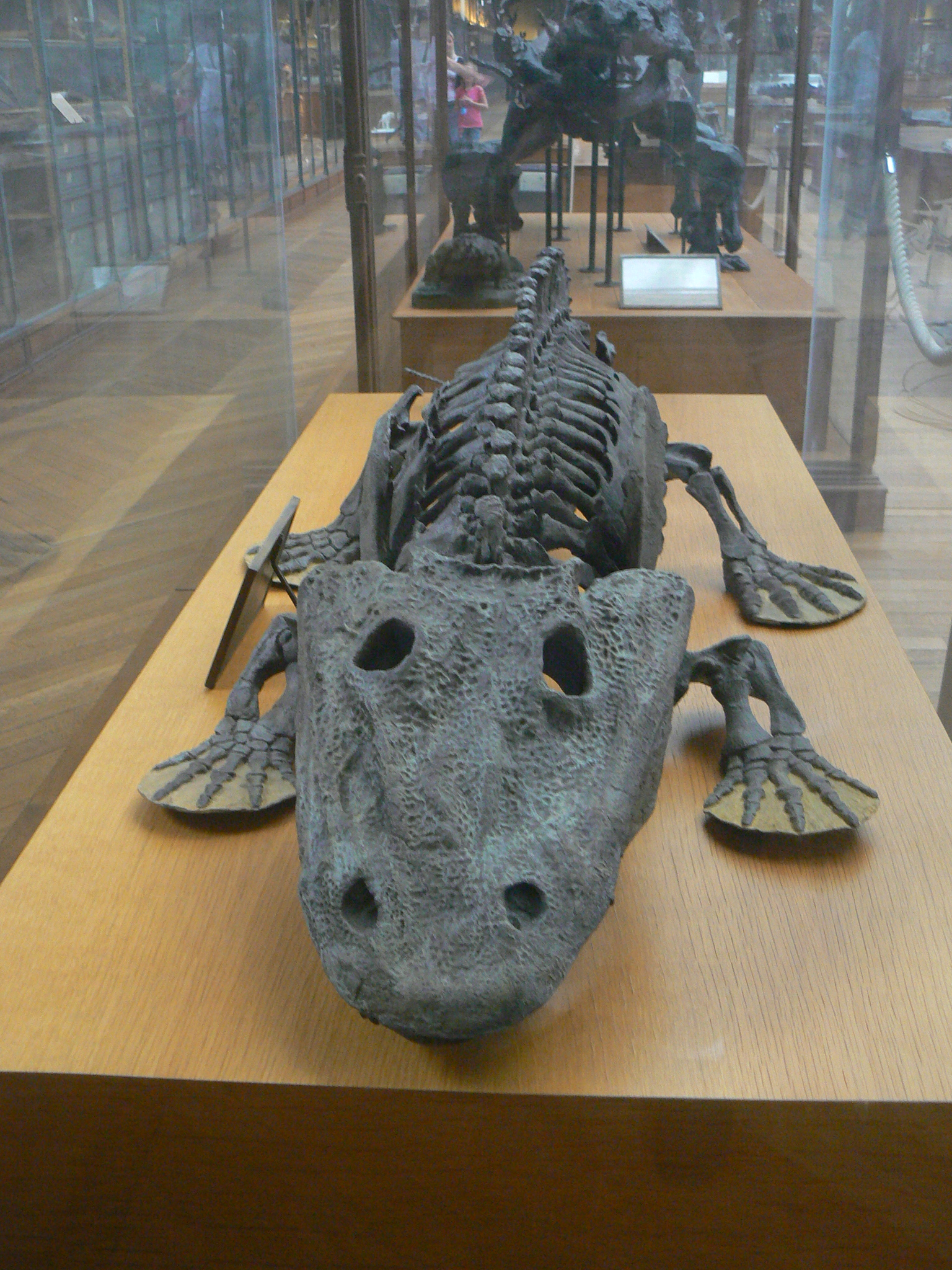
Eryops megacephalus

Eryops is een geslacht van uitgestorven temnospondyle Batrachomorpha (basale 'amfibieën') uit de groep van de Labyrinthodontia, grote amfibieën uit het Carboon en Perm. De bekendste vertegenwoordiger is Eryops megacephalus.

## Vondst en naamgeving
In 1876 vond de Zwitserse fossielenjager Jakob Boll bij de Onion Creek in Texas de schedel van een grote amfibie. In 1877 werd de vondst door professor Edward Drinker Cope benoemd en beschreven als de typesoort Eryops megacephalus. Cope gaf geen etymologie voor de betekenis van de geslachtsnaam. Meestal wordt aangenomen dat deze 'uitgerekt gezicht' betekent als een verwijzing naar de grote lengte van de snuit vóór de oogkassen. Ben Creisler stelde echter in 2016 dat de naam als 'teruggetrokken gezicht' gelezen moet worden daar het beschrijvende artikel de klemtoon legt op het feit dat de quadrata teruggetrokken zijn tot achter het niveau van de oogkassen. De betekenis van de soortaanduiding is echter volkomen duidelijk: 'grootkop' in het Grieks.
De schedel is het holotype AMNH 4189 en is gevonden in de Redbeds die stammen uit het Vroeg-Perm. Boll was zeer tevreden over de vondst en voegde zelfs een begeleidend gedicht bij de tweede specimen AMNH 4183:
Nun wirst du mit noch manchen andern
Zum Sitze des Professors wandern
Geistreich denkend wird er dich erwecken
Aus deinen Trümmern dich zusamensetzen
Der Nachwelt wird er dann erzaehlen
Wie du gebaut in deinen Zähnen
Wie du gelebt und wie verschwunden
Benennen dich und was gefunden
Later zou nog een groot aantal fossielen van Eryops worden opgegraven. Ten dele werden die, vaak door Cope zelf, weer ten onrechte benoemd als andere geslachten en/of soorten: Clepsydrops gigas Cope 1878, Rhachitomus valens Cope 1878, Epicordylus erythroliticus Cope 1878 (= Eryops erythrolithicus (Cope 1878) Case 1908), Anisodexis imbricarius Cope 1882 en Eryops willistoni Moodie 1911 gebaseerd op specimen KUVP 348, een skelet gevonden in de Wellingtonformatie van Oklahoma. Dat zijn dus vermoedelijk allemaal jongere synoniemen van Eryops megacephalus.
Daarnaast zijn er echt verschillende soorten van Eryops. Eryops reticulatus werd in 1881 door Cope benoemd op basis van een schedel, specimen YPM 826 gevonden in New Mexico. Ophiacodon grandis Marsh 1878, werd in 1911 hernoemd tot een Eryops grandis. Dan is er nog een Eryops latus Case 1903 en een Eryops anatinus Broom 1913, terwijl Glaukerpeton avinoffi Romer 1952 werd hernoemd tot Eryops avinoffi.
De wervels in het logo van de Society of Vertebral Paleontology zijn die van Eryops.

## Kenmerken

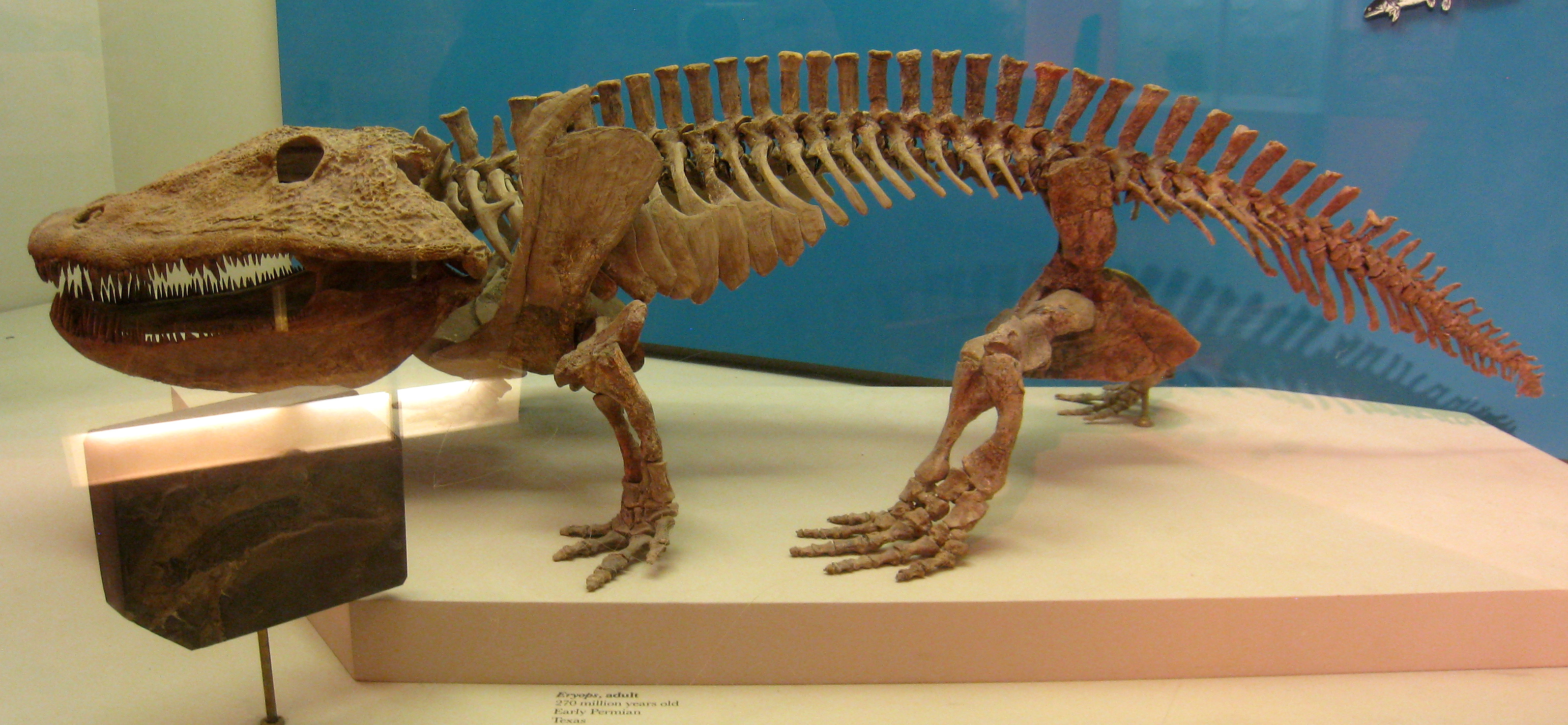
Het skelet van de zijkant gezien

Eryops was met een lengte tot wel 2 meter een van de grootste landdieren van zijn tijd. De kop is extreem afgeplat. De grote tanden wijzen erop dat het dier zich voedde met vissen en kleinere amfibieën. Er zijn verscheidene complete skeletten gevonden maar meestal worden vooral de schedelplaten en de tanden aangetroffen. Eryops bezat een primitief oor, ontwikkeld uit de kaakbeenderen van zijn aan visachtige voorvaderen die hem in staat stelden om geluid in de lucht waar te nemen. De schedel was groot en maakte circa twintig procent van de lichaamslengte uit. De tanden waren bedekt met glazuur.
Hoewel Eryops goed in staat was om op land te lopen, hebben zijn wervels nog de rhachitome toestand, waarbij vóór ieder wervellichaam zich aan de onderzijde nog een apart wigvormig intercentrum bevindt; de grotere flexibiliteit wordt wel gezien als een aanpassing aan een zwemmende levenswijze. De afgeplatte ribben tonen aan hun uiteinde opvallende uitsteeksels. Het opperarmbeen is tamelijk kort; het vlak van het onderste gewricht is een kwartslag gedraaid ten opzichte van de brede opperarmbeenkop. In het bekken is het darmbeen opvallend hoog en verticaal gericht. Dit brengt het heupgewricht omlaag.

## Leefwijze
Eryops had waarschijnlijk een leefwijze die overeenkwam met de hedendaagse krokodillen en vertegenwoordigt een stadium waarin waterdieren zich aan het land gingen aanpassen. Zijn voedsel bestond uit vissen en andere amfibieën. 

## Verspreiding en leefgebied
Eryops leefde ongeveer 300 tot 260 miljoen jaar geleden in de moerasbossen van wat nu Texas, Oklahoma en New Mexico is. Hij leefde hier samen met onder andere het vleesetende reptiel Dimetrodon en het amfibie Diplocaulus langs ondiepe wateren en kustlandschappen.